# Mar Mastogloia
El mar Mastogloia és un dels estadis prehistòrics de la mar Bàltica en la seva evolució després de la darrera era glacial. Va tenir lloc fa 8000 anys, després de l'estadi del llac Ancylus i abans de l'estadi del mar Littorina.
Les dates fetes servir en aquest article són expressades en BP, on el present en el context del radiocarboni és l'any 1950.

## Visió de conjunt
Cap al final de la seva història, el nivell del llac Ancylus estava baixant ràpidament a conseqüència de la formació d'una nova desembocadura cap a la Gran Belt, arrivant al nivell del mar de fa 8.500 anys, la qual cosa suposa l'inici del mar Mastogloia.
En aquest temps el nivell global del mar anava augmentant ràpidament per la continuada fosa de les darreres restes de les glaceres continentals de la gran era glacial. En conseqüència, l'aigua salada va començar a penetrar en l'embassament del Baltic a través dels estrets danesos, barrejant-se amb la vasta massa d'aigua dolça aleshores present. Això va portar les aigües del Baltic en condicions lleugerament salabroses. El mar Mastogloia agafa el seu nom de la mastogloia, un gènere de diatomees d'aigua salabroses, espècie considerada característica dels dipòsits geològics d'aquest estadi.
Durant l'estadi del mar Mastogloia, el continu aixecament del nivell del mar va tenir l'efecte de fer més profunds els estrets que posaven en comunicació el Bàltic amb l'oceà, incrementant així el flux d'aigua salada en el Bàltic. Un significatiu canvi hidrogràfic va tenir lloc uns 8500 anys aC., en correspondència amb del canvi dels corrents en el Skagerrak, en el Kattegat i en el canal de Noruega, que estaven iniciant-se cap a l'actual sistema de circulació de la zona oriental del Mar del Nord. Aquest és una conseqüència de l'obertura del Canal de la Mànega, dels estrets danesos i d'un augment de l'afluència d'aigua atlàntica, amb el consegüent desenvolupament del corrent del Gutland meridional.
Entre 8000 i 7000 aC, el Bàltic es converteix en salabrós, incipient en les zones meridionals més veïnes a l'oceà i després escampant-se pel Bàltic central i per fi el golf de Finlàndia i el golf de Botnia. L'arribada de condicions netament salabroses marca l'inici de l'estadi del mar de Littorina. L'estadi del mar Mastogloia d'aquesta manera constitueix una fase de transició entre l'aigua dolça de l'estadi del llac Ancylus i el del Mar de Littorina durant el qual el Bàltic es converteix en salabrós.

## Controversia
Molts investigadors són reticents a reconèixer el mar Mastogloia com un estadi separat en el desenvolupament de la mar Bàltica, preferint incloure'l en l'estadi del llac Ancylus o en el del mar de Littorina.}
En l'estratigrafia dels sediments del Bàltic l'estadi Mastogloia és difícil de notar, sent els seus sediments visualment idèntics als del llac Ancylus. També el contingut de fòssils de diatomea en els sediments del Mastogloia – fets servir pels investigadors com a forma clau per distingir els dipòsits dels diferents estadis del Bàltic – és ambigu, havent-se adonat que en moltes localitzacions no s'evidencia cap diferència amb els dipòsits de l'Ancylus, i en la millor de les confirmacions inclou una barreja de les diatomees esmentades de Mastogloia amb la flora típica de l'Ancylus. Els dipòsits del mar de Littorina, d'altra banda, mostren una mutació dràstica ja sigui en les característiques visuals dels sediments com en el contingut de diatomees. Es podria així argumentar a favor de la inclusió de l'estadi del mar Mastogloia en el del Llac Ancylus. Altres prefereixen incloure-ho en l'estadi del Mar Littorina com a fase transitòria després de la connexió marina.
No obstant aquestes objeccions, el concepte d'una mar Mastogloia persisteix en la literatura relativa a l'evolució de la mar Bàltica. Un estadi Mastogloia separat és útil per mantenir la claredat del sistema, delimitant el període amb la innegable lleugera influència marina, després de la caiguda del llac Ancylus al nivell del mar, que precedeix els profunds canvis a l'inici de l'estadi del Mar de Littorina.